# 尚波贝尔
尚波贝尔（法語：Champaubert，法語發音：[ʃɑ̃pobɛʁ]），法国东北部市镇，位于大东部大区马恩省，隶属于埃佩尔奈区，其市镇面积为12.75平方公里，2022年1月1日时人口数量为123人，在法国城市中排名第30,241位。
尚波贝尔位于马恩省西部偏南，两条干线公路在此十字交汇。

## 地名来源

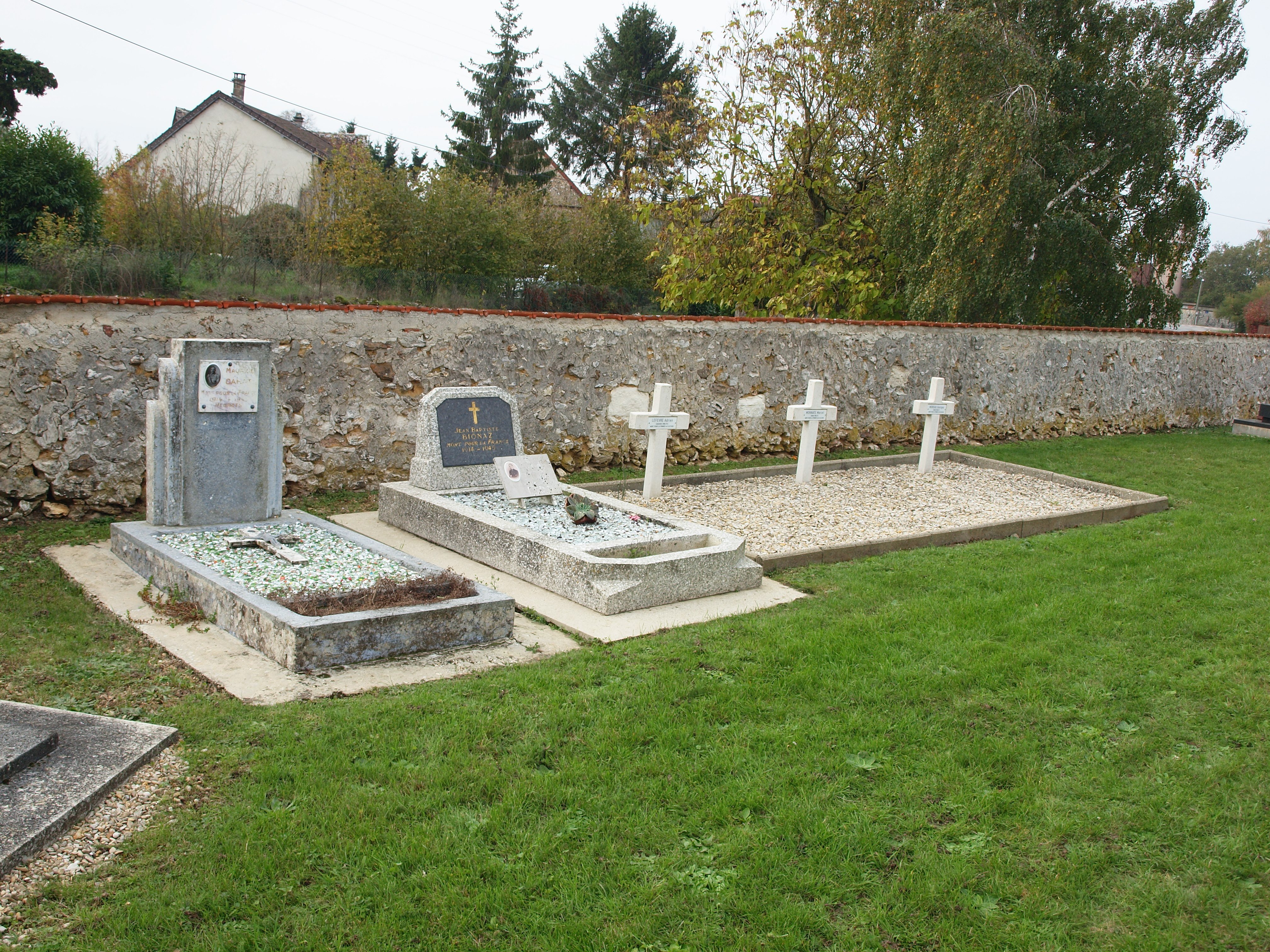
一处烈士陵墓

“尚波贝尔”一名的含义及来源均尚有待考证。

## 历史
尚波贝尔的早期历史尚不清楚。中世纪时尚波贝尔长期为一处普通农业村落。法国大革命后，尚波贝尔成为马恩省的一个市镇。1814年2月10日，普鲁士-沙俄联军在此与拿破仑军队发生尚波贝尔之战，拿破仑军队获得胜利。

## 地理

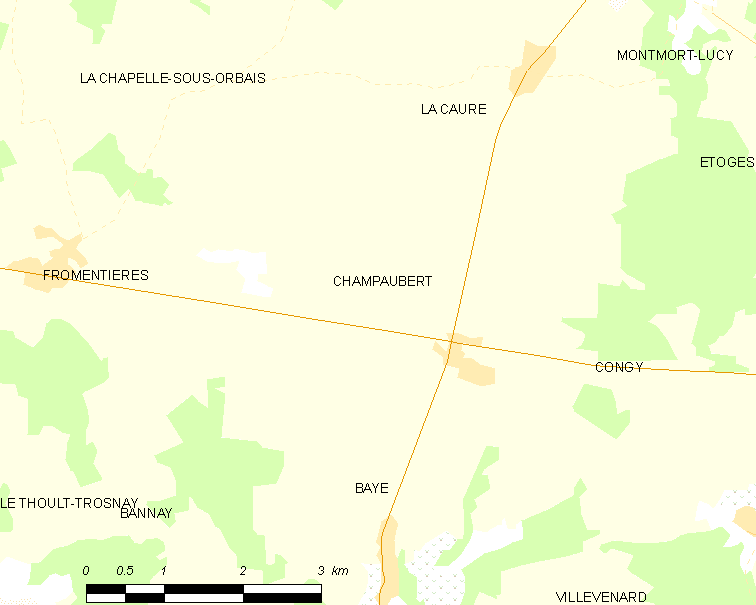
尚波贝尔市镇范围地图

尚波贝尔位于法国东北部，大东部大区西部和马恩省西部偏南，距离省会香槟沙隆大约47公里。与尚波贝尔接壤的市镇包括：拉沙佩勒苏索尔拜、拉科尔、孔日、弗罗芒蒂耶尔和拜村。

### 地形
尚波贝尔位于白垩香槟腹地，境内以平原为主，市镇中心地势较为平坦，全境海拔在216到234米之间。

### 水文
尚波贝尔位于塞纳河流域范围内，黑泉溪（ruisseau de la Fontaine Noire）发源于尚波贝尔境内，该河向西汇入叙尔姆兰河。

### 植被
尚波贝尔属于温带阔叶混交林区，林地少量分布于河流附近。
在鲜花城市的评比中，尚波贝尔暂未被评级。

### 气候
尚波贝尔在柯本气候分类法中属于带有一定大陆性特征的温带海洋性气候。

## 行政区划
尚波贝尔的市镇编号为51113，邮政编号为51270。
在行政管理方面，尚波贝尔隶属于法国大东部大区马恩省埃佩尔奈区；在地方选举方面，尚波贝尔隶属于多尔芒县，其市镇范围全境被划入马恩省第三选区；在社会管理方面，尚波贝尔是香槟景观市镇公共社区的组成部分。
截至2023年4月，尚波贝尔市镇范围内暂无任何城市敏感街区及城市政策优先街区。
法国国家统计与经济研究所（简称）在进行数据统计时，未将尚波贝尔划入任何城市核心区（Unité urbaine）、城市区（Aire urbaine）及城市辐射区（Aire d'attraction）内。此外，还将尚波贝尔市镇整体看作一个“块区”（IRIS），以便于统计人口分布情况。

## 交通

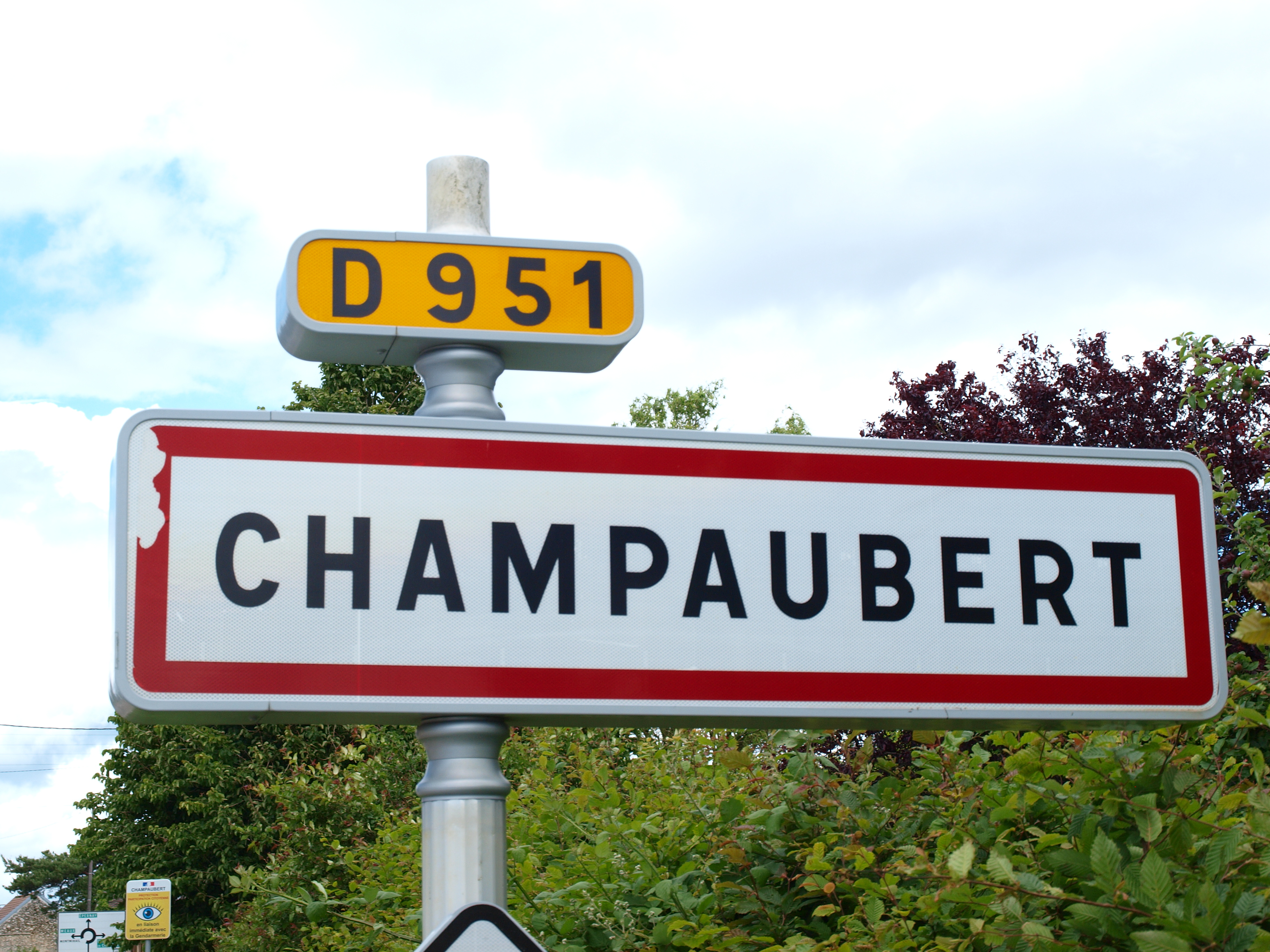
尚波贝尔入城路牌

### 公路
多条马恩省省道在尚波贝尔境内交汇，大东部大区下属的城际客运提供巴士线路，可前往周边部分市镇。
2019年，80.3%的尚波贝尔家庭拥有至少一辆私人汽车。2019年，尚波贝尔境内共发生各类交通事故1起，造成2人受伤。
| 17 | 45 |

| 香槟沙隆 | 47 |

| 埃佩尔奈 | 25 |

| 蒙米拉伊 | 18 |

### 铁路
距离尚波贝尔最近的运营中的客运铁路车站为25公里外的埃佩尔奈站，该站停靠前往巴黎、兰斯和香槟沙隆三个方向的区域列车。

### 航空
距离尚波贝尔最近的民用航空站为48公里外的巴黎-瓦特里机场。

### 城市公共交通
截至2023年4月，尚波贝尔暂无城市公共交通系统。

## 政治
尚波贝尔的现任市长为玛丽莉丝·马丁女士（Marylise MARTIN），她是一名无党派人士，在2020年的市政选举中获得了100%的支持率（无其他候选人）。
在2022年的法国总统大选中，法国极右翼政党国民阵线主席玛丽娜·勒庞在尚波贝尔获得了53.52%的支持率。

## 人口
2019年，尚波贝尔市镇人口数量为122，在法国排名第30,241位。其中男性62人，女性60人，75岁及以上人口占4.2%，外籍人口数量为5人，人口密度为10人/平方公里，当地居民被称为（男性）或（女性）。2020年，尚波贝尔境内出生1人，死亡人口2人。
| 尚波贝尔1901年－2020年人口变化情况 |
|                                    |
| 数据来源：Cassini、INSEE           |

## 经济

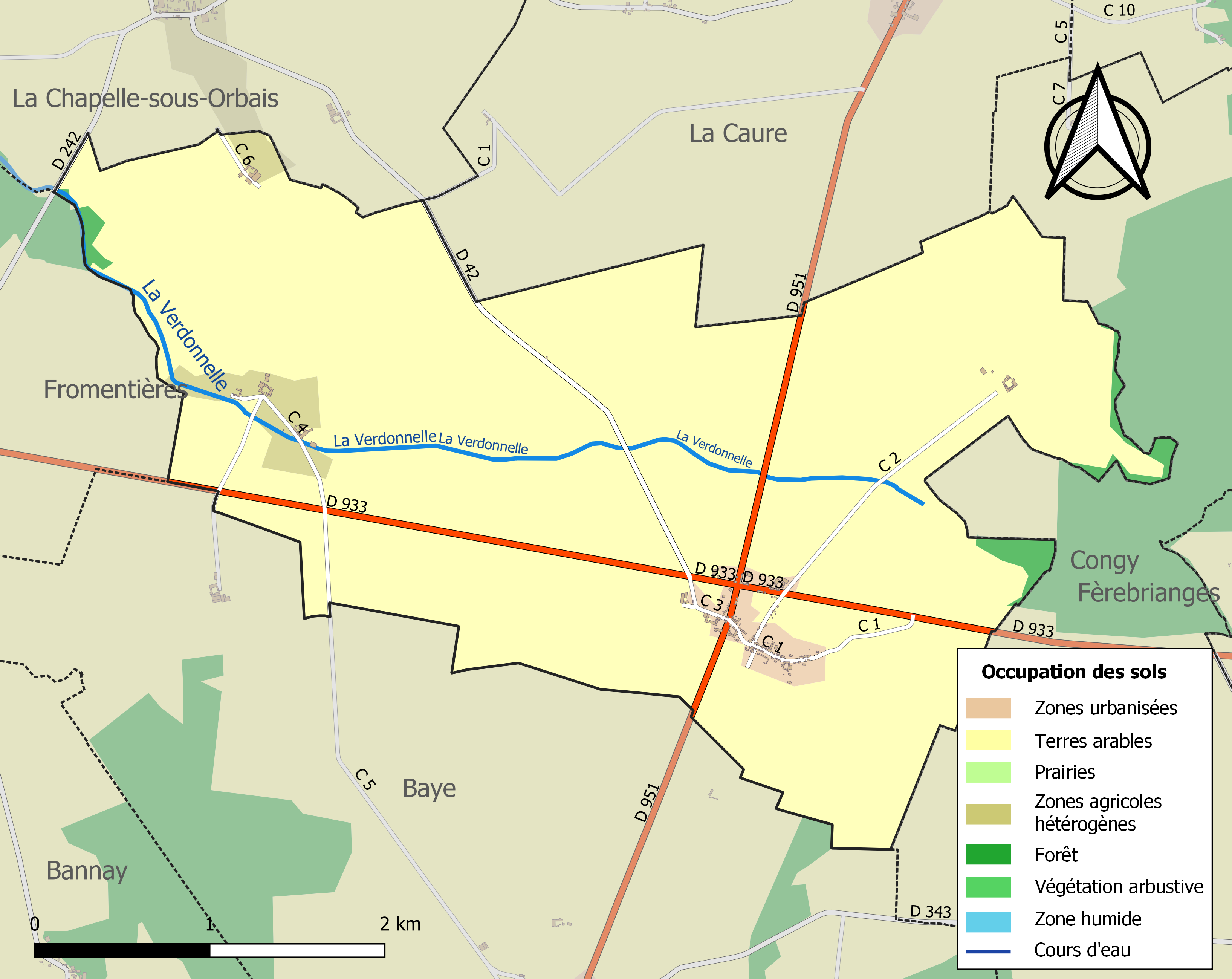
尚波贝尔土地利用情况地图

截止2023年4月，尚波贝尔市镇范围内共有各类用人单位（包含自雇）43家。

## 财政与居民收入
2021年，尚波贝尔的财政收入总额为75,910欧元，财政支出总额为67,200欧元，当年的债务总额为380欧元。2021年，尚波贝尔市镇获得了520欧元的国家直接财政补助。
2020年，尚波贝尔的人均月收入总额为2,496欧元，高于法国平均水平（2,303欧元）。
2019年，尚波贝尔境内的青壮年（15至64岁）失业率为5.3%；当地58.0%的家庭拥有纳税资格，平均纳税3,725欧元，低于法国平均水平（3,910欧元）。

## 社会事务

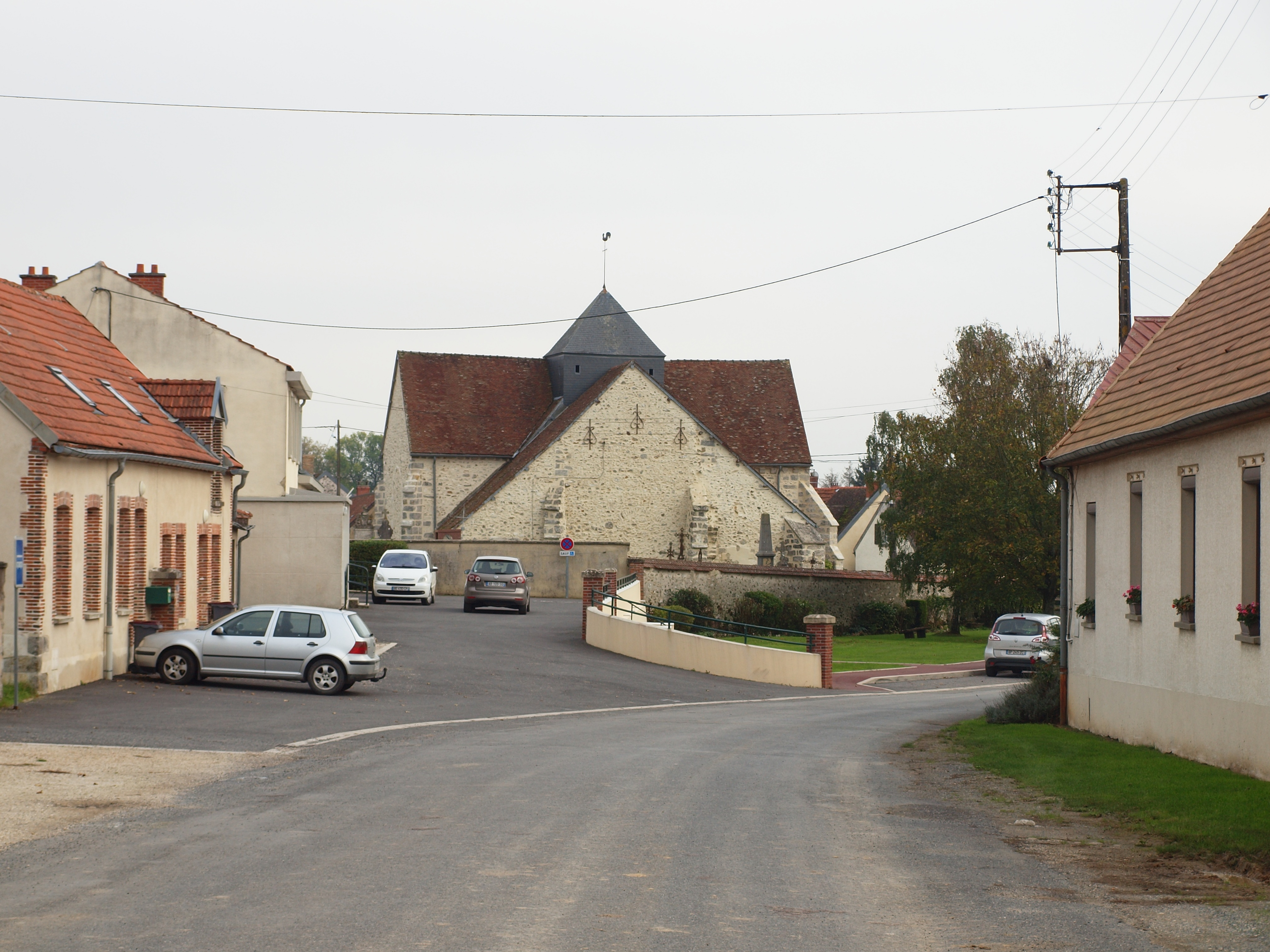
尚波贝尔镇中心的榆树街

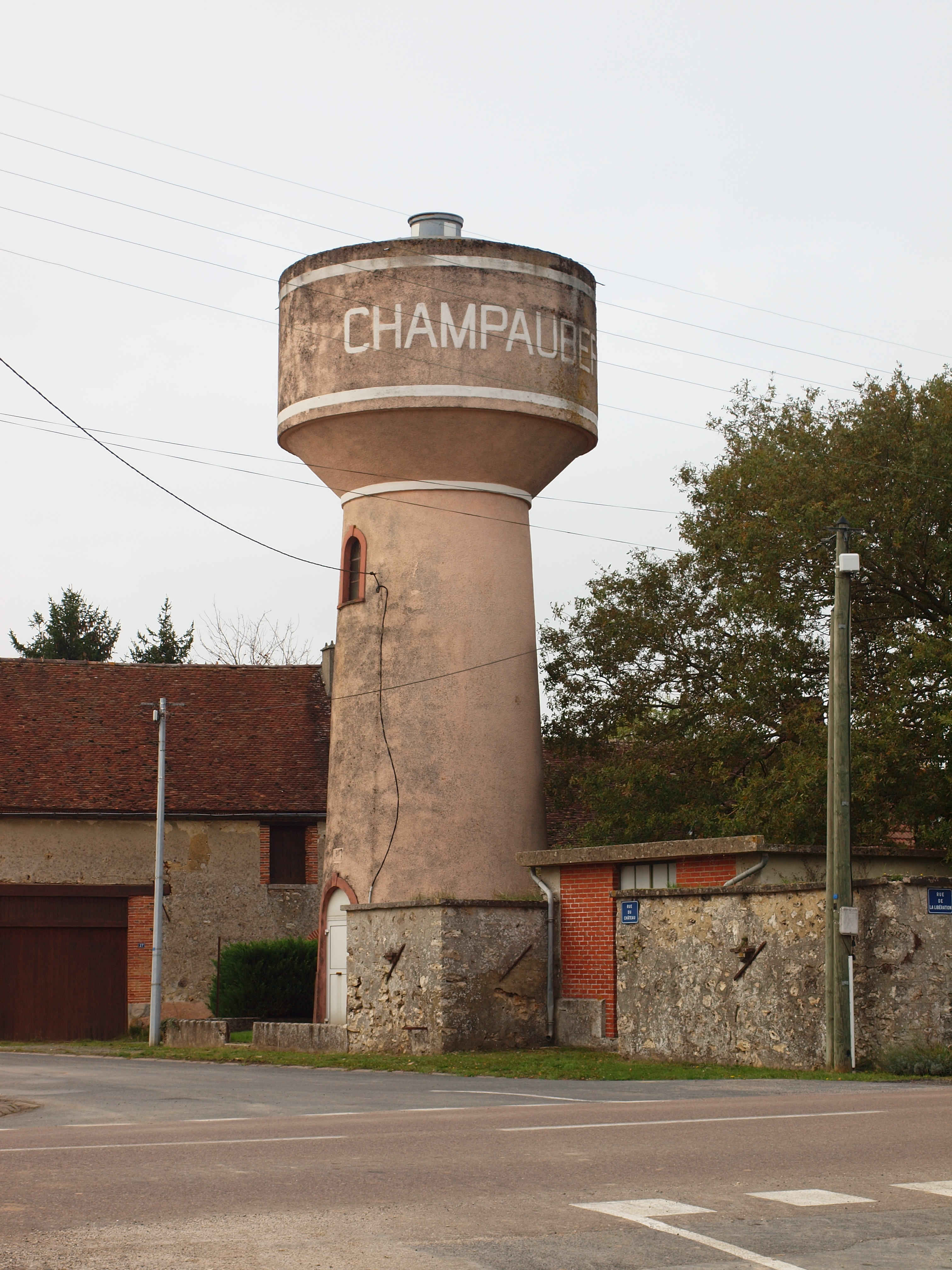
水塔

### 教育
尚波贝尔属于兰斯学区。截止2021年1月1日，尚波贝尔境内暂无任何教育机构。

### 医疗
截止2021年1月1日，尚波贝尔境内暂无任何医疗机构及从业人员。
距离尚波贝尔最近的区域性医疗机构为埃佩尔奈中心医院（Centre Hospitalier d'Epernay），其主病区奥邦·莫埃特医院位于埃佩尔奈市区南部，距离尚波贝尔市区的正常车程大约21分钟，该院设有床位172个，是当地规模最大的公立综合性医院。

### 住房
2019年，尚波贝尔境内共有各类住房61套，其中98.4%为独立式居民区，1.6%为集中式居民区。常住房屋占尚波贝尔市镇范围内居民建筑总量的85.2%。
在住房保障政策方面，2021年，尚波贝尔境内无任何家庭获得住房经济补助。

### 商业
2021年，尚波贝尔境内共有各类实体商铺4家，其中美容美发店1家、汽车维修店1家。

### 体育
2021年，尚波贝尔境内暂无任何体育设施。
截至2023年4月，尚波贝尔境内暂无任何注册足球俱乐部。

### 环境
尚波贝尔的环境事务由其所属的香槟景观市镇公共社区联合各级政府协调负责。2021年，尚波贝尔境内暂无污染企业。

### 治安
尚波贝尔及其附近的共196个市镇是埃佩尔奈国家宪兵队（zone gendarmerie de Épernay）的管辖范围。2020年，该宪兵队累计记录各类案件2,819起，其中盗窃类案件1,606起，经济类案件351起，毒品交易类案件60起。

## 文化

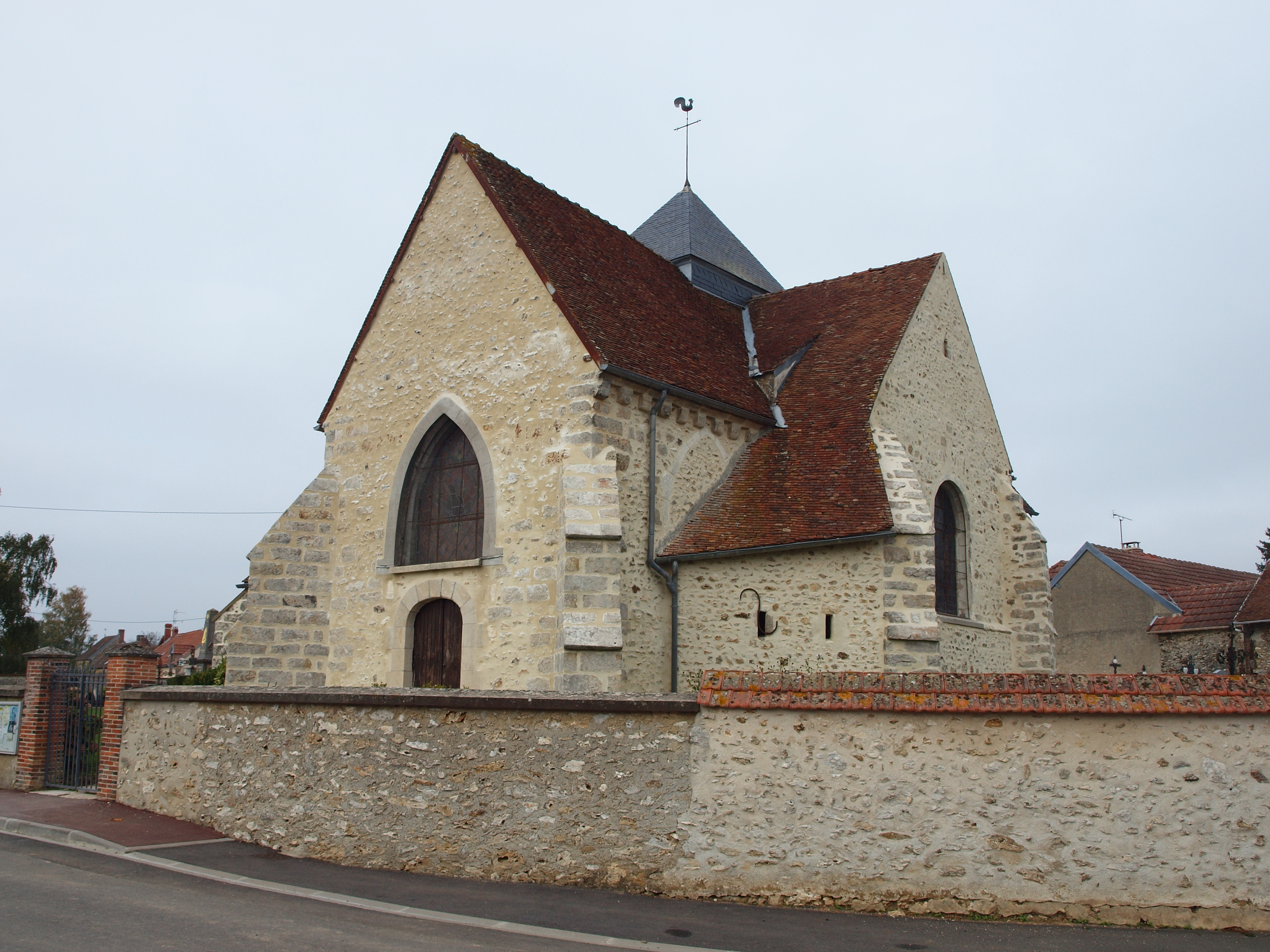
圣雷米教堂

2021年，尚波贝尔境内暂无任何文化设施。

### 建筑
尚波贝尔境内有多处历史建筑，其中圣雷米教堂（及拿破仑纪念碑（Mémorial napoléonien）为法国国家文物保护单位。

### 旅游
尚波贝尔的旅游事务由其所属的香槟景观市镇公共社区负责。2022年，尚波贝尔境内暂无任何游客接待设施。

### 媒体
法国主要的媒体均可在尚波贝尔接收，法国电视三台下属的大东部大区频道在部分时段播出尚波贝尔所在马恩省的地方新闻。《联合报》、香槟广播、蓝色法兰西香槟-阿登广播等是当地主要的地方性媒体。

## 友好城市
截至2023年4月，尚波贝尔暂未建立任何友好城市关系。